# Stiphropus drassiformis
Stiphropus drassiformis är en spindelart som först beskrevs av Octavius Pickard-Cambridge 1883.
Stiphropus drassiformis ingår i släktet Stiphropus och familjen krabbspindlar. Inga underarter finns listade i Catalogue of Life.